# Harmony Airways
Harmony Airways, créée sous le nom de HMY Airways était une compagnie aérienne canadienne à bas coûts, propriété de M. David Ting Kwok HO, de la nationalité canadienne par naturalisation, de Vancouver, né à Hong Kong.
Cette compagnie à croissance rapide disposait de quatre Boeing 757 qui assuraient des liaisons au départ de Vancouver. L'entreprise a cessé ses activités le 9 avril 2007.

## Destinations
Les destinations suivantes étaient desservies en 2006 :
- Calgary
- Honolulu
- Kelowna (saisonnier)
- Las Vegas
- Maui
- New York Aéroport international John-F.-Kennedy
- Oakland (saisonnier)
- Palm Springs (saisonnier)
- Toronto
- Vancouver
- Victoria (saisonnier)